# 天主教卡埃蒂特教区
天主教卡埃蒂特教區（拉丁語：Dioecesis Caëtitensis），是巴西一個天主教教區，位於巴伊亞州南部，包括三十五個市。屬維多利亞達孔基斯塔總教區。
教區成立於1913年10月20日，2006年有教友618,351人，佔總人口91.2。有卅三個堂區、司鐸卅五人。現任教區主教為圭里諾·里卡多·布魯薩蒂。